# 2Wars
2 Wars è il secondo album del gruppo musicale nu metal russo Slot. Il disco è stato realizzato nel 2006 e pubblicato dalla M2BA. Oltre all'edizione regolare è stata pubblicata anche un'edizione speciale in cui è assente il brano Outro mentre sono stati inseriti i brani live di Бумеранг (Boomerang) e Хаос (Chaos) e un brano intitolato Amadeus. 2Wars  è l'unico album in cui la vocalist è Uliana Elina che aveva già precedentemente sostituito Teona Dolnikova.
Nel 2007 è stata pubblicata una versione rimasterizzata dell'album con la nuova cantante Daria Stavrovich che si unì alla band nel 2006, dopo l'abbandono di Uliana Elina.
Il brano omonimo dell'album è stato estratto come singolo del quale è stato prodotto un video.

## Tracce
1. Intro – 1:05
2. 2 войны (2 Wars) – 3:42
3. X-Stream – 3:52
4. Пуля (Bullet) – 3:14
5. 7 звонков (7 Vertebra) – 4:44
6. Пластика (Plastic) – 3:34
7. Колыбельная (Cradle) – 3:28
8. Нет (No) – 4:12
9. Здесь и теперь (Here & Now) – 3:04
10. Terrorist – 3:55
11. День закрытых дверей (Day Closed Door) – 4:01
12. Воронка (Funnel) – 3:53
13. Рисунок (Figure) – 5:05
14. Outro – 4:39